# La Florida (Chili)
Pour les articles homonymes, voir La Florida et Florida.

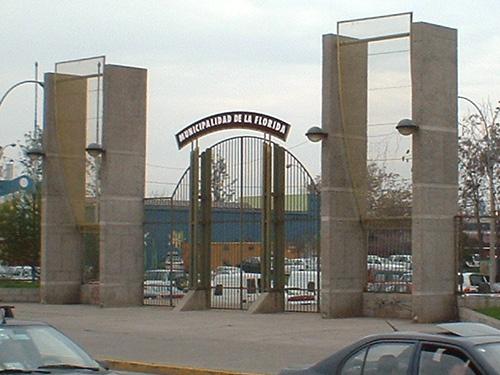
Mairie de La Florida.

La Florida est une commune du Chili, située dans la province et la région métropolitaine de Santiago.

## Géographie

### Situation

Localisation de La Florida (en rouge) au sein de l'agglomération de Santiago.

La commune s'étend sur 70,2 km2 au sud-est de l'agglomération de Santiago et sur 20 km d'est en ouest, avec une partie très urbanisée à l'ouest, le reste s'étageant sur la cordillère des Andes.

## Histoire
Créée le 23 novembre 1899, la commune est supprimée en 1927 et rattachée à celle de Ñuñoa, avant d'être rétablie en 1934.

## Population et société

### Démographie
Durant les années 1980 et une partie des années 1990, La Florida était la commune chilienne la plus peuplée. En 2017, la population s'élevait à 366 916 habitants, ce qui en faisait la quatrième commune la plus peuplée du pays après Puente Alto, Maipú et Santiago. 

## Politique et administration
La commune est dirigée par un maire et dix conseillers élus pour un mandat de quatre ans. Les dernières élections ont eu lieu les 26 et 27 octobre 2024.
| Période                                  | Période         | Identité                 | Étiquette       | Qualité |
| ---------------------------------------- | --------------- | ------------------------ | --------------- | ------- |
| Les données manquantes sont à compléter. |                 |                          |                 |         |
| 11 mars 1990                             | 6 décembre 2000 | Gonzalo Duarte Leiva     | DC              |         |
| 6 décembre 2000                          | 6 décembre 2008 | Pablo Zalaquett Said     | UDI             |         |
| 6 décembre 2008                          | mars 2011       | Jorge Gajardo García     | PSC             |         |
| 24 juin 2011                             | 6 décembre 2024 | Rodolfo Carter Fernández | UDI puis droite |         |
| 6 décembre 2024                          | en fonction     | Daniel Reyes Morales     | Ind.            |         |

## Transports
La commune est desservie par douze stations des lignes 4, 4A et 2 du métro de Santiago, ainsi que par le réseau d'autobus Red de l'agglomération de Santiago.